# Джордж Родні

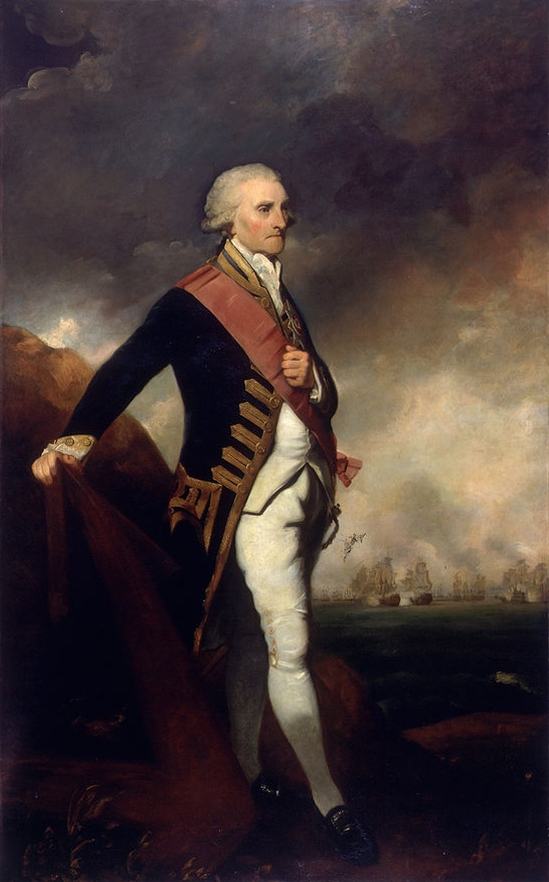
Джордж Родні, портрет роботи Джошуа Рейнольдса (бл. 1789)

Джордж Брі́джес Ро́дні (англ. George Brydges Rodney, 1st Baron Rodney; 10/13 лютого 1718 — 24 травня 1792) — англійський військово-морський діяч XVIII сторіччя, адмірал Великої Британії.

## Життєпис

### Молоді роки
Народився у Лондоні у родині Генрі Родні, капітана морської піхоти, та Мері Ньютон. Точна дата народження Джорджа невідома. Є дані про його хрещення 13 лютого. Навчався Джордж Родні у школі Хароу. Після закінчення її вирішав стати морським офіцером. 21 червня 1732 року поступив на корабель «Сандерленд». Знаходячись на службі здобув гарну практику, буваючи у Португалії, Франції та Іспанії. У 1738 році брав участь у захисті британського рибальського флоту поблизу о. Ньюфаундленд. 15 лютого 1739 року отримав посаду лейтенанта на кораблі «Дельфін».

### Війна 1740—1748
З початком війни за австрійську спадщину Джордж Родні взяв участь у бойових діях проти французького та іспанського флоту. Так, спочатку у 1742 році брав участь у поході британського флоту зі знищення іспанської бази в містечку Вентімілья. За успішні дії під час цієї експедиції його було призначено посткапітаном. Цього ж року виконував доручення щодо супроводу британського торговельного флоту з Лісабону до Великої Британії.
У 1745 році на кораблі «Замок Лудлоу» здійснював блокаду Шотландії під час повстання якобітів проти Ганноверської династії. 1746 році став капітаном 60-гарматного корабля «Ігл». Деякий час здійснював блокаду м. Остенде. Після цього приєднався до ескадри, яка діяла у Ла-Манші. Тут перехоплював транспортні судна Франції, захопив загаломф 48 торговельних кораблів. Загалом на цьому він заробив до 15 тисяч фунтів стерлінгів. 14 жовтня 1747 році відзначився у битві при мисі Фіністере проти іспано-французького флоту.

### Губернатор
По закінченню війни його було призначено губернатором о. Ньюфаундленда (9 травня 1749 року) у ранзі коммодора. На цій посаді він здебільшого займався забезпеченням безпеки торговельних флотилій з Америки до Великої Британії.
Тоді він затоваришував із впливовим політичним діячем тогочасної Англії — Джоном Расселом, герцогом Бедфордом та лордом Сандвічем. Завдяки цьому у 1750 році Родні став депутатом парламенту. У 1751 році він повернувся до Великої Британії. після цього відійшов від політичних та військових справ, займаючись власним господарством. Тоді ж одружився.

### Семирічна війна
З початком Семирічної війни знову отримав призначення на флот. Деякий час керував кораблем «Ігл». У 1757 році отримав у розпорядження корабель «Дублін». на цій посаді взяв участь у невдалій блокаді французького м. Рошфор. У 1758 році був у складі британської ескадри, яка захопила французьку фортецю Луїсбург (сучасний о. Кейп Бретон). 19 травня 1759 року став контрадміралом, отримавши у своє розпорядження ескадру з 5 кораблів та 5 фрегатів. На чолі цієї ескадри у липні—серпні того ж року блокував гирло річки Сена, бомбардував м. Гавр, завдавши величезної шкоди, знищив також значні військові запаси, десантну флотилію та транспортні судна, які готувалися для висадки у Великій Британії. У 1760 році продовжував блокувати французьке узбережжя від Гавру до Дьєппу.
У 1761 році знову став депутатом парламенту. Цього ж року отримав призначення очолити станцію Підвітряних островів (сучасна південна частина Малих Антильських островів у Карибському басейні). 22 липня Джордж Родні прибув на о. Барбадос, де отримав у своє розпорядження 41 корабель та 14 тисяч піхоти. Вже 12 лютого 1762 року він зміг захопити о. Мартиніку, яка була важливою базою Франції у Вест-Індії. Згодом були зайняті острови Сент-Люсія та Гренада. Того ж року захистив о. Ямайку від нападу іспано-французької ескадри. За свої успіхи Джордж Родні у 1763 році отримав звання віцеадмірала, а у 1764 році став баронетом.

### Мирні часи
З 1765 до 1770 року був очільником Гринвіцького шпиталю. З 1771 до 1774 року керував морською станцією на Ямайці. Втім, коли не отримав посади губернатора Ямайки (з огляду на його ганебні звички та картярство), то залишив службу й оселився у Парижі. Однак, у 1778 році Родні став адміралом, завдяки своїм зв'язкам владнав фінансові труднощі й незабаром повернувся до Англії. Це було пов'язано з потребою країни в адміралах з огляду боротьби з Північноамериканськими колоніями та їхнім союзником Францією.

### Війна за незалежність США
У 1779 році з ескадрою у 20 кораблів та 100 транспортів Джордж Родні вирушив на допомогу Гібралтару. 8 січня 1780 року біля м. Фіністере Родні зустрів іспанський флот із 16 кораблів, швидко напав на нього, захопивши 6 фрегатів. 16 січня у битві біля м. Сан-Вінсенте завдав рішучої поразки новій іспанській ескадрі, захопивши її очільника Хуана де Лангера. Після цього без пригод підійшов до Гібралтару.
А вже у березні цього ж року вирушив до Вест-Індії. Тут займався відволіканням французького флоту від дій біля узбережжя Північної Америки. Деякий час Родні діяв поблизу Нью-Йорка, втім без особливого успіху. З початком війни з Голландією Джордж Родні у грудні захопив приналежні їй острови Св. Естафія та Св. Мартина. Захоплений англійцями вантаж голландських суден коштував 15 млн талерів.
Після короткочасної хвороби у лютому Родні знову повернувся до своїх обов'язків. Тоді точилася боротьба за острови Гваделупа, Домініка. 9 та 11 квітня відбулися битви між англійською ескадрою (36 кораблів) на чолі з Родні та французькою (33 кораблі) на чолі з де Грассом. Зрештою завдяки застосуванню розрізаючого строю (розвиваючої лінії) Джордж Родні завдав поразки французам, захопивши адмірала де Грасса та 5 кораблів. Втім більша частина французьких кораблів врятувалася. Проте після перемоги англійців біля Домініки військові дії на Карибах припинилися, а французи відмовилися атакувати Ямайку.

### Останні роки
По поверненню до Лондона Джордж Родні 19 червня 1782 року отримав титул барона. Від палати громад отримав щорічну пенсію у 2000 фунтів стерлінгів. Після цього спокійно прожив у Лондоні до смерті у 1792 році.

## Родина
1. Дружина — Джейн Комптон (1730—1757)
Діти:
- Джордж (1753—1802)

2. Дружина Генрієта Кліес